# Gar Trinring Tsendro
Gar Trinring Tsendro (tibétain : མགར་ཁྲིང་འབྲིང་བཙན་བྲོད, Wylie : mgar khri vbring btsan brod), ou Lön Trinling (tibétain : བློན་ཁྲི་འབྲིང, Wylie : blon khri vbring), appelé en chinois Lun Qinling (chinois simplifié : 论钦陵 ; chinois traditionnel : 論欽陵 ; pinyin : lùn qīnlíng) ou Qizheng (chinois : 起政 ; pinyin : qǐzhèng), décédé en 699, est un homme politique et un officier de l'Empire du Tibet.  Il est lönchen (བློན་ཆེན་, blon chen, lönchen, chancelier du Tibet) de 685 à 699. Il est le deuxième fils de Gar Tongtsen Yülsung.